# Блуд (воевода)
Блуд, Иона Ивещей Блуд — дьяк, воевода и боярин Великого князя Киевского Ярополка Святославича.

## Биография
После того, как в 977 году Олег погиб во время стычки с Ярополком, брат Владимир сбежал в земли вятичей, после чего вернулся в Новгород, куда его звали на княжение ещё во время правления Святослава. Владимир собрал войско и пошёл на Ярополка к Киеву. Владимир привлёк на свою сторону Блуда, который посоветовал ему обложить город, а Ярополку, которого не мог погубить в Киеве, советовал бежать, представляя ему, что киевляне тайно ссылаются с Владимиром, чтобы его выдать. Ярополк ушёл в крепость Родню. Оставшиеся одни киевляне подчинились Владимиру, который стал осаждать брата в крепости. И здесь Блуд уговорил своего князя примириться с братом, указывая ему на множество врагов вне крепости, между тем как в этой последней свирепствовал голод (отсюда явилась поговорка «Беда, аки в Родне»). Ярополк согласился, о чём Блуд известил Владимира, и отправился в Киев, несмотря на предостережения преданного ему Варяжко. Введя великого князя в теремной дворец, Блуд запер дверь, дабы туда не могла проникнуть Ярополкова дружина. Здесь Ярополк и был убит двумя варягами. Татищев неверно переносит сюда поступок Владимира Галицкого, говоря, что Владимир, «три дни честив Блуда, потом умертвил его, сказав: я исполнил своё обещание, а теперь наказываю изменника, убийцу государя своего». Блуд еще является действующим лицом. Под 1018 годом он назван пестуном Ярослава. Правда, в древнейших списках летописи он называется Будый, в польских (Длугош) Budy, но почти все историки согласно признают в этом Будые — Блуда, тем более, что в других списках летописи пестун Ярослава прямо назван Блудом. В кровавой ссоре детей Владимира, приглашённый Святополком, принял участие и польский король Болеслав. Ярослав сошелся ним на берегах Западного Буга, и здесь Блуд начал подсмеиваться над тучностью короля и в происшедшей затем битве (1018 год) пал. Вероломная деятельность Блуда была осуждена летописцами.
Согласно данным родословных книг, Ивещей Блуд является родоначальником дворянского рода Блудовых.

## Семья
- Сын — Горден Блудович[3], в некоторых источниках описывается под именами: Хотей, Хотин, Котеня, Катёнко или Фотепчик[7]), упоминался в русских былинах как один из русских богатырей.

## Образ в кино
- «Сага древних булгар. Лествица Владимира Красное Солнышко» (2004) — Россия
- «Викинг» (2016) — Россия, режиссёр Андрей Кравчук, в роли Блуда — Ростислав Бершауэр.